# Михаил Љермонтов
Михаил Јурјевич Љермонтов (рус. Михаил Юрьевич Лермонтов; Москва, 15. октобар 1814 — Пјатигорск, 27. јул 1841) је био руски романтичарски писац, сликар и песник, познат као „песник Кавказа“.

## Детињство и младост
Љермонтов је рођен у Москви 3. октобра(јк)/15. октобар 1814, а одрастао је у селу Тархани, где се налази његов гроб. Његова породица води порекло од шкота Леармоунт, који се доселио у Русију у раном XVII веку.
Његова баба, која га је одгајила јер му је мајка рано умрла, а отац био у војсци, се постарала да Љермонтов добије одлично образовање.
Након завршетка гимназије, Љермонтов је 1830. уписао Московски универзитет, али се није дуго задржао због непокорности према једном професору. Од 1830. до 1834. је ишао у војну школу у Санкт Петербургу те је постао официр. За то време је писао доста поезије под утицајем Пушкина и Бајрона. Такође се занимао за руску историју и средњовековну епску поезију, што се одразило на „песму трговца Калашњикова“, дугачку поему „Бородино“ и серију популарних балада.

## Слава и егзил
Након смрти Пушкина 1837. године, Љермонтов је изразио осећања кроз песму упућену Цару Николају I Павловичу, захтевајући освету над убицом Пушкина. Песма је осудила „стубове“ руске високе класе за Пушкинову смрт.
Николај Павлович га је због ове песме прогнао на Кавказ, где је Љермонтов већ био као мали.
Љермонтов је посетио Санкт Петербург 1838. и 1839. године. Његова неузвраћена љубав према Варвари Лопухини је забележена у незавршеном роману Кнегиња Лиговска. Након двобоја са сином француског велепосланика, опет је враћен у војску на Кавказу.
Године 1839. завршио је свој једини роман, Јунак нашег доба, који готово предвиђа двобој у ком је Љермонтов изгубио живот две године касније, 27. јула (15. јул (јк)/а) 1841.

## Дела
Током свог живота, Љермонтов је објавио само једну збирку песама 1840. године. Три нове збирке, оштро цензурисане, су објављене годину дана након његове смрти.
Објавио је само један роман, који је имао пуно утицаја на руску прозу. „Јунак нашег доба“ је уско повезана колекција приповетки о личности Печорина.
Иновативна структура романа је навела на неколико имитација, једна од којих је Набоков роман Пнин (1955).
Писао је поеме: „Демон“, „Песма о трговцу Калашникову“, „Мцири“, песме: „Пророк“, „Песник“, „Излазим сам на пут...“, „Једро“, „Поводом песникове смрти“, „Мисао“, „Отаџбина“, „Збогом, неумивена Русијо...“, „Облаци“, драму „Маскарада“ и роман „Јунак нашег доба“.

## Галерија
- Аутопортрет, 1837.
- Поглед на Тифлис, 1837.
- Напад хусара Лајф гарде близу Варшаве 21. августа 1831. године, 1837.
- Кавкаски поглед са камилама, 1837-1838.
- Сећање на Кавказ, 1838.
- Черкез, 1838.
- Пуцњава у горама Дагестана, 1840-41.